# Bingham Farms
Bingham Farms es una villa ubicada en el condado de Oakland en el estado estadounidense de Míchigan. En el Censo de 2010 tenía una población de 1111 habitantes y una densidad poblacional de 355,1 personas por km².

## Geografía
Bingham Farms se encuentra ubicada en las coordenadas 42°31′4″N 83°16′41″O / 42.51778, -83.27806. Según la Oficina del Censo de los Estados Unidos, Bingham Farms tiene una superficie total de 3.13 km², de la cual 3.13 km² corresponden a tierra firme y (0%) 0 km² es agua.

## Demografía
Según el censo de 2010, había 1111 personas residiendo en Bingham Farms. La densidad de población era de 355,1 hab./km². De los 1111 habitantes, Bingham Farms estaba compuesto por el 85.24% blancos, el 7.56% eran afroamericanos, el 0.18% eran amerindios, el 4.41% eran asiáticos, el 0% eran isleños del Pacífico, el 0.72% eran de otras razas y el 1.89% pertenecían a dos o más razas. Del total de la población el 0.9% eran hispanos o latinos de cualquier raza.